# Liste der Biografien/Nae
Liste der Biografien |
Portal Biografien |
Personensuche
# |
A |
B |
C |
D |
E |
F |
G |
H |
I |
J |
K |
L |
M |
N |
O |
P |
Q |
R |
S |
T |
U |
V |
W |
X |
Y |
Z |
?
 
Na |
Nb |
Nc |
Nd |
Ne |
Nf |
Ng |
Nh |
Ni |
Nj |
Nk |
Nl |
Nm |
Nn |
No |
Nr |
Ns |
Nt |
Nu |
Nv |
Nw |
Nx |
Ny |
Nz
 
Naa |
Nab |
Nac |
Nad |
Nae |
Naf |
Nag |
Nah |
Nai |
Naj |
Nak |
Nal |
Nam |
Nan |
Nao |
Nap |
Naq |
Nar |
Nas |
Nat |
Nau |
Nav |
Naw |
Nax |
Nay |
Naz
Die Liste der Biografien führt alle Personen auf, die in der deutschsprachigen Wikipedia einen Artikel haben. Dieses ist eine Teilliste mit 110 Einträgen von Personen, deren Namen mit den Buchstaben „Nae“ beginnt.

## Nae

### Naea
- Naʻea, George († 1854), Häuptling von Hawaii

### Naec
- Naechster, Uli (* 1983), deutscher Basketballtrainer
- Naecke, Gustav Heinrich (1785–1835), deutscher Maler

### Naee
- Naeem, Naseef (* 1974), deutscher Jurist und Nahostexperte
- Naeemi, Abdul Jabbar, afghanischer Diplomat und Politiker

### Naef
- Naef, Adolf (1883–1949), Schweizer Zoologe und Paläontologe
- Naef, Adrian (* 1948), Schweizer Schriftsteller und Musiker
- Naef, Albert (1862–1936), Schweizer Architekt und Denkmalpfleger
- Naef, August (1806–1887), Schweizer Verwaltungsbeamter und Geschichtsforscher
- Naef, Céline (* 2005), Schweizer TennisspielerinCéline Naef (* 2005)

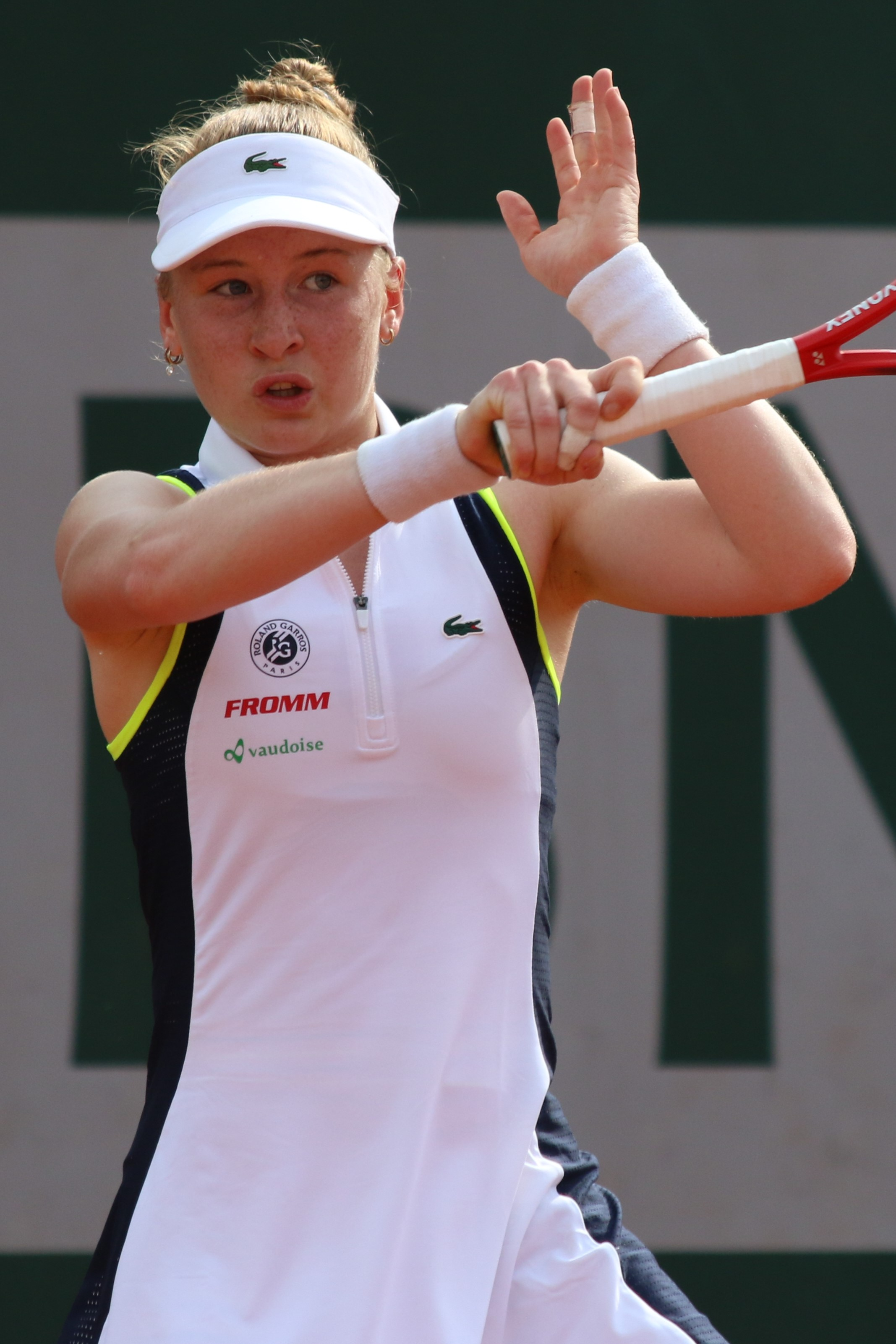
Céline Naef (* 2005)

- Naef, Dominique, Schweizer Astronom
- Naef, Emil (1851–1910), Schweizer Tierarzt, Redakteur, Journalist, Übersetzer und Statistiker
- Naef, Eugenia (* 1965), deutsche Theaterregisseurin, Autorin und Filmemacherin
- Naef, Fritz (1934–2014), Schweizer Eishockeyspieler
- Naef, Irene (1922–1999), deutsche Schauspielerin
- Naef, Irene (* 1961), Schweizer Künstlerin
- Naef, Jean-Martin (1869–1954), Schweizer Politiker und Unternehmer
- Naef, Lilian (* 1963), Schweizer Schauspielerin und Regisseurin
- Naef, Martin (* 1970), Schweizer Politiker (SP)
- Naef, Martina (* 1980), Schweizer Leichtathletin
- Naef, Mathias (1792–1846), Schweizer Webereifabrikant und St. Galler Grossrat
- Naef, Robert A. (1907–1975), Schweizer Bankbeamter, Amateurastronom und Volksbildner
- Naef, Sabina (* 1974), Schweizer Lyrikerin
- Naef, Wladimir (1919–2006), Schweizer Schachspieler und -komponist
- Naef, Yvonne (* 1957), Schweizer Opern- und Konzertsängerin
- Naef-Blumer, Eduard (1866–1934), Förderer des Alpinismus und Sachbuchautor
- Naefe, Heinrich Gotthard von (1722–1752), preußischer Landrat
- Naefe, Jester (1924–1967), deutsche Filmschauspielerin
- Naefe, Vivian (* 1956), deutsche Filmregisseurin
- Naeff, Ferdinand Adolf (1809–1899), Schweizer Ingenieur und Unternehmer
- Naeff, Johann Matthias (1773–1853), Schweizer Unternehmer und Politiker
- Naeff, Linda (1926–2014), Schweizer Künstlerin der Art Brut
- Naeff, Matthias (1744–1790), Schweizer Unternehmer und Politiker
- Naeff, Top (1878–1953), niederländische Schriftstellerin
- Naeff, Wilhelm Matthias (1802–1881), Schweizer Politiker

### Naeg
- Naegel, Wilhelm (1904–1956), deutscher Politiker (CDU), MdL Niedersachsen, MdB
- Naegele, Franz (1778–1851), deutscher Gynäkologe, Hochschullehrer in Heidelberg (Naegele-Regel)
- Naegele, Gerhard (* 1948), deutscher Wirtschaftswissenschaftler
- Naegele, Isabel (* 1962), deutsche Gestalterin und Typografin
- Naegele, Manfred (1939–2024), deutscher Journalist, Regisseur, Galerist, Filmschaffender, Fernsehredakteur
- Naegele, Otto Ludwig (1880–1952), deutscher Graphiker, Illustrator und Maler
- Naegele, Philipp Otto (1928–2011), deutsch-amerikanischer Geiger, Bratscher und Musikwissenschaftler
- Naegele, Robert (1925–2016), deutscher Schauspieler, Schriftsteller und HörspielautorRobert Naegele (1925–2016)

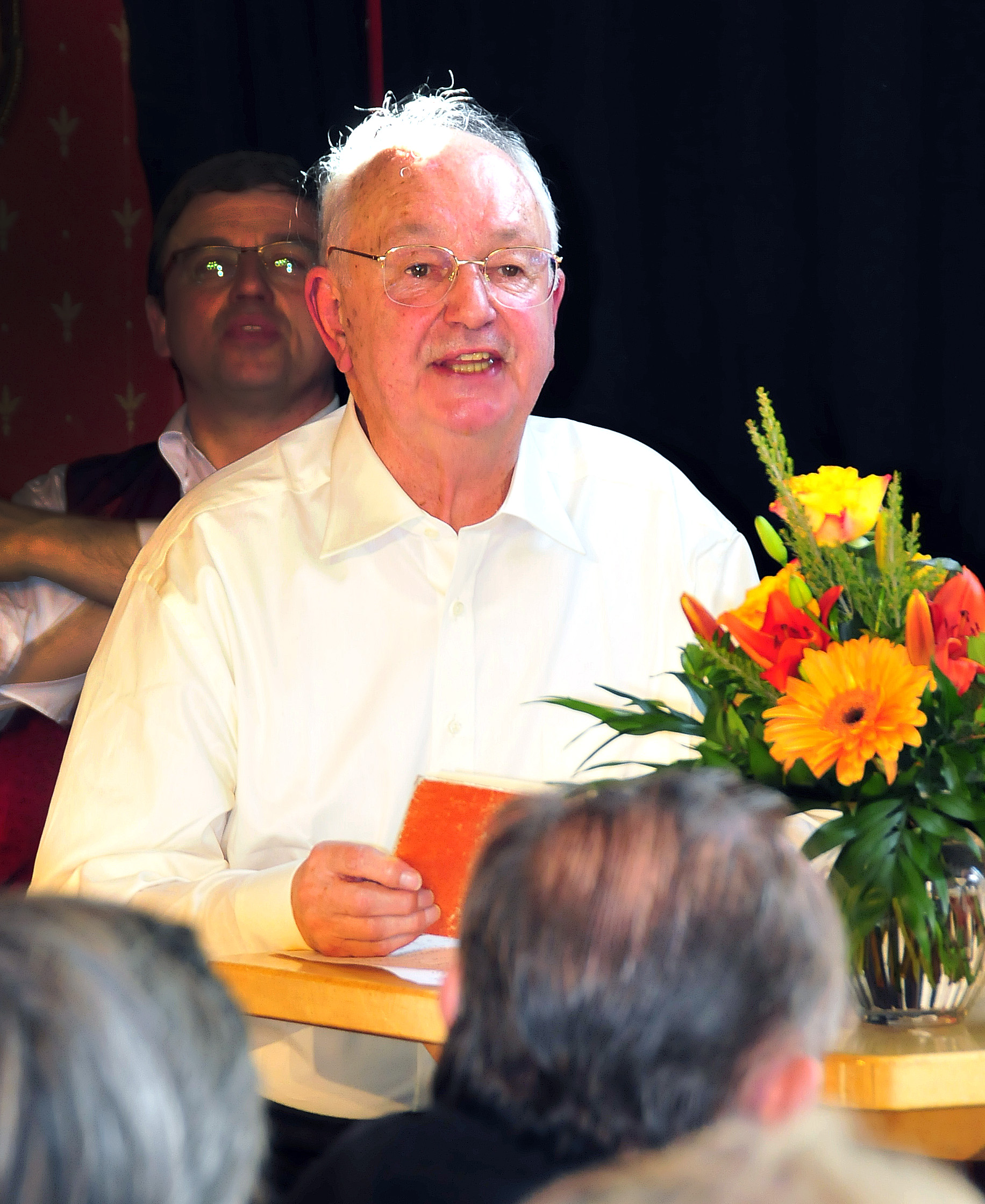
Robert Naegele (1925–2016)

- Naegele, Thomas F. (* 1924), amerikanischer Künstler und Kunsterzieher
- Naegelen, Marcel-Edmond (1892–1978), französischer Politiker, Mitglied der Nationalversammlung, Minister und Generalgouverneur von Algerien
- Naegeli, Edith (1896–1982), Schweizer Handweberin
- Naegeli, Eduard (1906–1977), Schweizer Jurist und Kunstförderer
- Naegeli, Harald (* 1939), Schweizer Künstler, Sprayer von Zürich
- Naegeli, Oskar (1885–1959), Schweizer Schachspieler, Chefarzt für Dermatologie an der Uniklinik Bern
- Naegeli, Otto (1871–1938), Schweizer Mediziner
- Naegeli, Wilfried (1932–2023), Schweizer Arzt und Politiker (Republikanische Bewegung)
- Naegelin, Barbara (* 1967), Schweizer Installations-, Performance- und Videokünstlerin
- Naegelsbach, Carl Wilhelm Eduard (1815–1880), deutscher evangelisch-lutherischer Theologe, Bibelausleger und Hebraist
- Naegle, August (1869–1932), deutscher Theologe und Rektor

### Naeh
- Naeher, Alyssa (* 1988), US-amerikanische FußballspielerinAlyssa Naeher (* 1988)

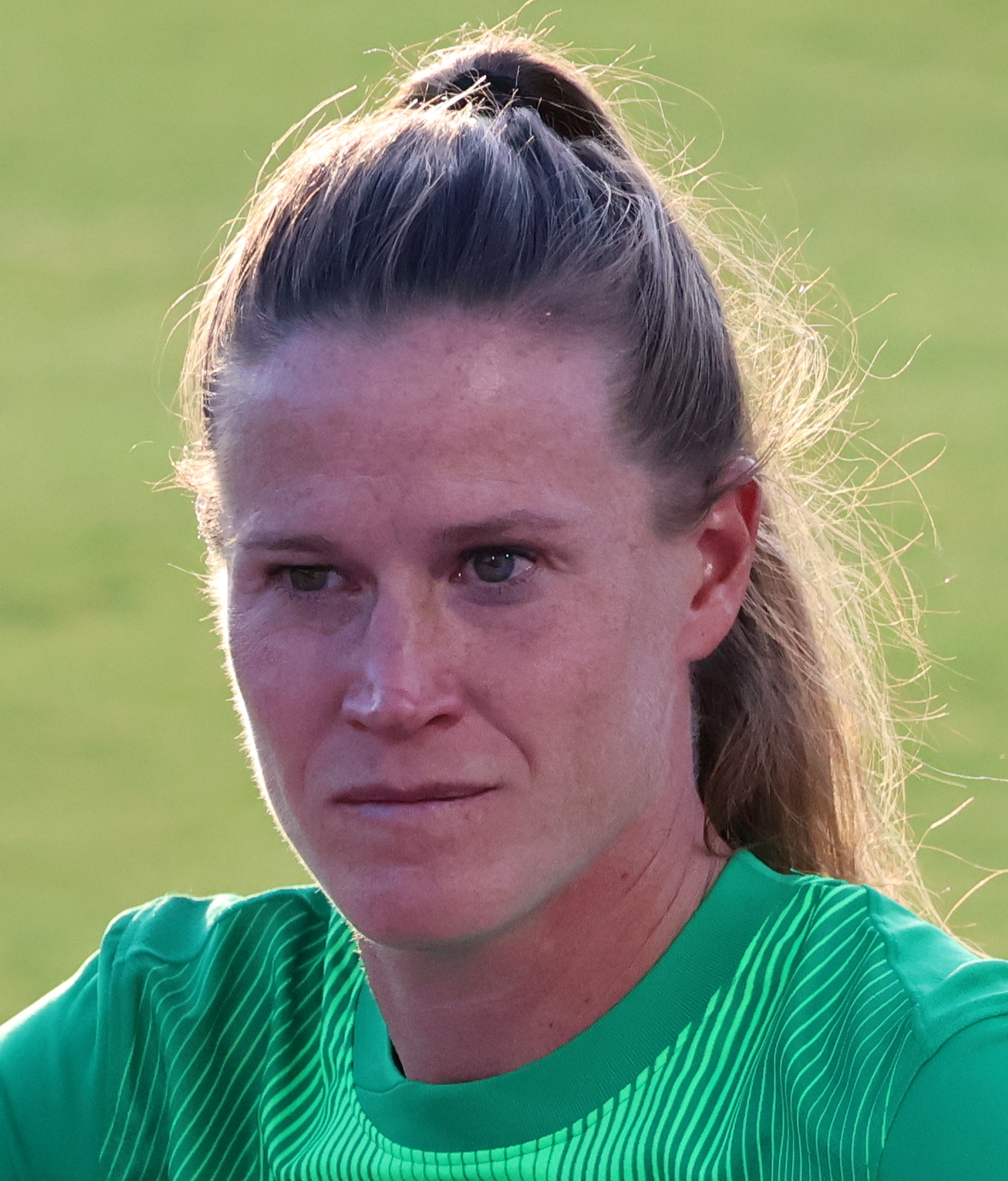
Alyssa Naeher (* 1988)

- Naeher, Julius (1824–1911), deutscher Ingenieur und Heimatforscher
- Naehrich, Paul von (1852–1937), deutscher Rittergutsbesitzer und Zuckerindustrieller
- Naehring, Hermann (* 1951), deutscher Perkussionist, Arrangeur und Komponist
- Naehring, Marie (* 2003), deutsche Nordische Kombiniererin

### Naek
- Naeke, August Ferdinand (1788–1838), deutscher Klassischer Philologe
- Naeke, Siegfried (* 1925), deutscher Fußballspieler

### Nael
- Naeleck (* 1989), französischer Musikproduzent der Elektronischen Tanzmusik
- Naelin, Viktoria (* 1916), deutsche Bühnen-, Film und Fernsehschauspielerin

### Naen
- Naendrup, Hubert (1872–1947), deutscher Rechtswissenschaftler und Universitätsrektor

### Naep
- Naepflin, Maria (1894–1972), schweizerische Krankenschwester und Autorin

### Naer
- Naeranus, Samuel (1582–1641), niederländischer protestantischer Theologe, Remonstrant
- Naert, Koen (* 1989), belgischer Leichtathlet
- Naert, Liesa (* 1982), belgische Schauspielerin
- Nærum, Knut (* 1961), norwegischer Autor und Satiriker

### Naes
- Næs, Bjarne (* 1955), norwegischer Skispringer
- Næs, Halvor (1928–2022), norwegischer Skispringer
- Næs, Jónas Þór (* 1986), färöischer Fußballspieler
- Næsby Fick, Amalie (* 1986), dänische Regisseurin
- Naesen, Oliver (* 1990), belgischer RadrennfahrerOliver Naesen (* 1990)

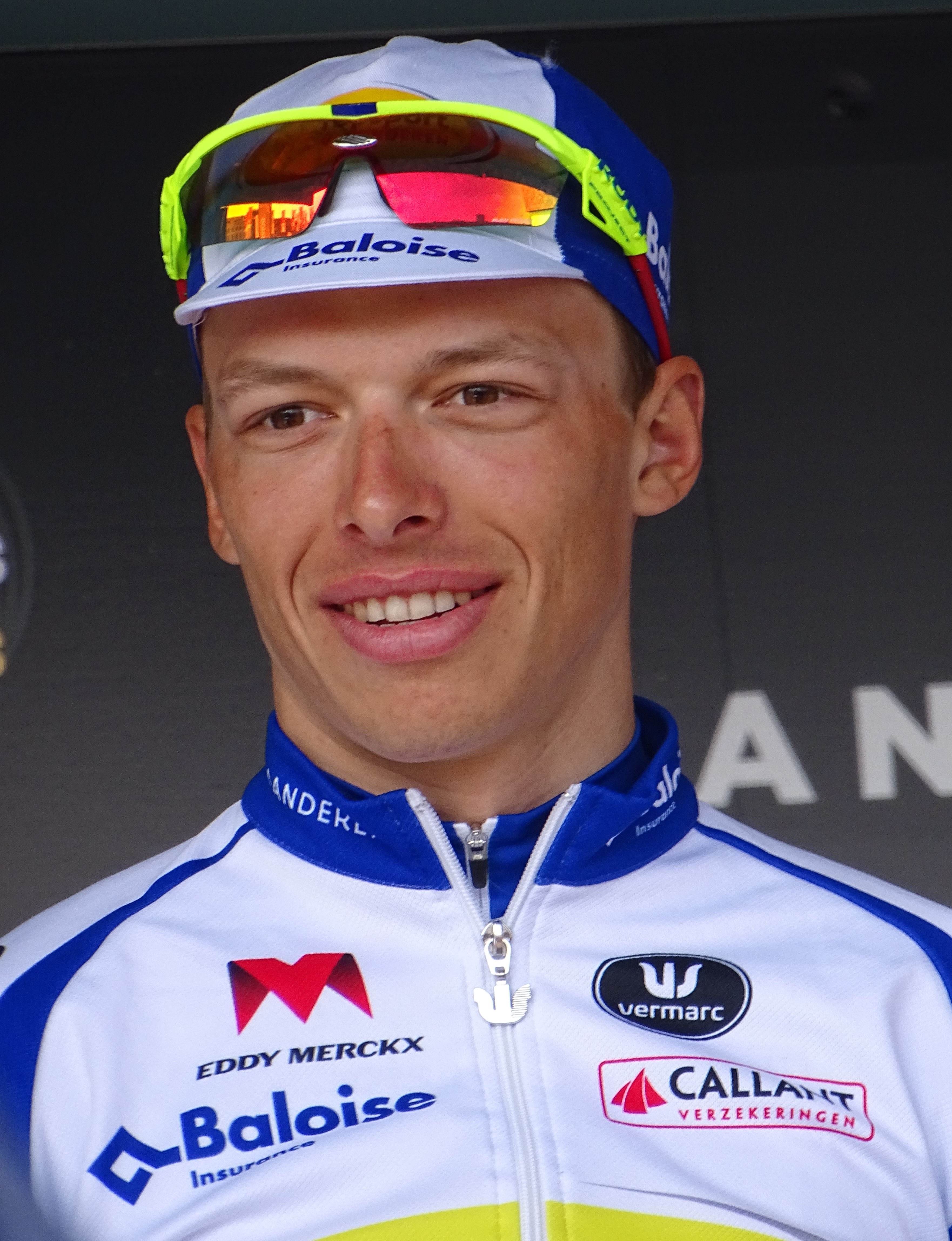
Oliver Naesen (* 1990)

- Næss, Arne (1912–2009), norwegischer Philosoph
- Næss, Arne Lindtner (* 1944), norwegischer Schauspieler, Regisseur und Drehbuchautor
- Næss, Atle (* 1949), norwegischer Schriftsteller
- Næss, Børre (* 1982), norwegischer Skilangläufer
- Næss, Hans (1886–1958), norwegischer Segler
- Næss, Kajsa (* 1970), norwegische Filmregisseurin und Animationsfilmerin
- Naess, Leona (* 1974), englische Singer-Songwriterin
- Næss, Marianne Sivertsen (* 1974), norwegische Politikerin
- Næss, Nicolai (* 1993), norwegischer Fußballspieler
- Næss, Peder Hamdahl (* 1971), norwegischer Regisseur und Drehbuchautor
- Næss, Petter (* 1960), norwegischer Schauspieler, Regisseur und Drehbuchautor
- Næss, Randi Lindtner (1905–2009), norwegische Opernsängerin (Sopran) und Theaterschauspielerin
- Næss, Terje (* 1961), norwegischer Langstreckenläufer
- Næss, Thea Sofie Loch (* 1996), norwegische Schauspielerin
- Naessens, Marie-Thérèse (* 1939), belgische Radrennfahrerin
- Næsvold, Leif Torbjørn (* 1998), norwegischer Nordischer Kombinierer

### Naet
- Naeth, Angela Duncan (* 1982), kanadische Duathletin und Triathletin
- Naether, Ernst Albert (1825–1894), deutscher Unternehmer, Begründer der deutschen KinderwagenindustrieErnst Albert Naether (1825–1894)

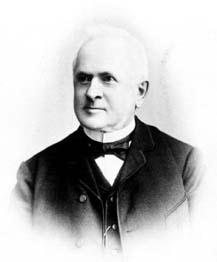
Ernst Albert Naether (1825–1894)

- Naetsch, Emil (1869–1946), deutscher Mathematiker

### Naev
- Nævdal, Harald, norwegischer Heavy-Metal-Gitarrist und -Liedtexter
- Naeve, Johann Karl († 1714), deutscher Rechtswissenschaftler
- Naeve, Jörg (* 1967), deutscher Springreiter
- Naevius Aquilinus, Lucius, römischer Konsul 249
- Naevius Cerialis, Marcus, antiker römischer Toreut
- Naevius Eleuther, Lucius, antiker römischer Toreut oder Händler
- Naevius Felix, Marcus, antiker römischer Toreut
- Naevius Helenus, Lucius, antiker römischer Toreut oder Händler
- Naevius Narcissus, Lucius, antiker römischer Toreut oder Händler
- Naevius Sabinus, antiker römischer Toreut
- Naevius Thesmus, Lucius, antiker römischer Toreut oder Händler
- Naevius, Gnaeus, römischer Dichter
- Naevius, Lucius Lucius, antiker römischer Toreut
- Nævra, Arne (* 1953), norwegischer Naturfotograf und Politiker

### Naew
- Naewie, Markus (* 1970), deutscher Tennisspieler
- Naewiger, Li (1917–1986), deutsche Fotografin

### Naey
- Naeye, Robert (1917–1998), belgischer Radrennfahrer